# Шеланы
Шеланы (баш. Шыланны) — деревня в Иглинском районе Башкортостана, входит в состав Ивано-Казанского сельсовета. 

## Население
| 2002 | 2009 | 2010 |
| ---- | ---- | ---- |
| 5    | →5   | ↗10  |

Национальный состав
Согласно переписи 2002 года, преобладающая национальность — русские (100 %).

## Географическое положение
Расстояние до:
- районного центра (Иглино): 28 км,
- центра сельсовета (Ивано-Казанка): 8 км,
- ближайшей ж/д станции (Иглино): 28 км.

## Известные уроженцы
- Гайслер, Зоя Павловна (род. 22 января 1930) — мастер декоративно-прикладного искусства, заслуженный художник БАССР (1977), член Союза художников СССР с 1980 года.